# هاو هايدونغ
هاو هايدونغ (مواليد 9 مايو 1970 في كينغداو في شاندوغ بالصين)، لاعب كرة قدم صيني، ولعب مع بايى FC ومع داليان واندا ومع شيفيلد يونايتد الإنجليزي، وبالرغم من أنه انتقل إلى شيفيلد يونايتد فييناير 2005، إلا أنه يعاني من إصابة في ركبته، وهو يعمل أيضا مدرب لقطاع الناشئين.
و قد لعب مع منتخب الصين لكرة القدم 115 مباراة دولية وسجل 41 هدف، وهو يعتبر أفضل مهاجم في الصين من خلال العقدين الأخيرين. وله في مسابقة الاندية الآسيوية القديمة 26 هدف.
لاعب كرة قدم الدولي الذي كان يعتبر على نطاق واسع في الصين أفضل مهاجم لديه تنتج من أي وقت مضى. هاو يحمل الرقم القياسي في الصين وقال انه كسب في الغالب معظم اهدافه خلال الفترة التي قضاها مع الطبقة العليا الجانب داليان واندا حيث أنه سيلتقي النادي السيطرة على كرة القدم الصينية والفوز في بطولة الدوري الصيني ست مرات في حين كسب شخصيا الصيني لكرة القدم الحذاء الذهبي ثلاث مرات. دوليا، وأهدافه تكون حاسمة في الصين في هذا البلد الذي تأهل لكأس العالم 2002 للمرة الأولى، وأصبح مركز الوصيف في كأس آسيا 2004.

## روابط خارجية
- هاو هايدونغ على موقع الاتحاد الدولي (مؤرشف)  (الإنجليزية)
- هاو هايدونغ على موقع قاعدة بيانات كرة القدم.إي يو (الإنجليزية)
- هاو هايدونغ على موقع ناشيونال فوتبول تيمز (الإنجليزية)
- هاو هايدونغ على موقع Soccerbase.com (لاعب) (الإنجليزية)